# Yūsuke Mori
Pour les articles homonymes, voir Mori.
Yūsuke Mori (森 勇介, Mori Yūsuke) est un footballeur japonais né le 24 juillet 1980. Il évolue au poste de défenseur latéral droit.

## Palmarès
- Vice-champion du Japon en 2006, 2008 et 2009 avec le Kawasaki Frontale
- Finaliste de la Coupe de la Ligue japonaise en 2007 et 2009 avec le Kawasaki Frontale